# Вєшніков Олексій Олексійович
Олексій Олексійович Вєшніков (? — ?) — український радянський профспілковий діяч, голова ЦК профспілки робітників чорної металургії Півдня. Член Ревізійної Комісії КПУ в 1949—1954 р.

## Життєпис
Член ВКП(б) з 1928 року.
Перебував на відповідальній профспілковій роботі.
У 1941 (затверджений повторно в липні 1944) — 1948 року — голова Центрального комітету профспілки робітників чорної металургії Півдня в місті Дніпропетровську.
У 1948—1953 роках — голова Дніпропетровської обласної ради професійних спілок.
У березні 1953—1955 роках — 1-й заступник голови виконавчого комітету Дніпропетровської обласної ради депутатів трудящих. У березні — 8 серпня 1955 року — заступник голови виконавчого комітету Дніпропетровської обласної ради депутатів трудящих.

## Нагороди
- орден Трудового Червоного Прапора (23.01.1948)
- медалі